# Аретия Тътъреску
Аретия Тътъреску (на румънски: Arethia Tătărescu) е румънска общественичка.
Родена е в Букурещ на 16 септември 1889 година. Произхожда от семейство с болярски произход. Родителите ѝ умират, докато е малка, и е отгледана от баба ѝ в Белгия, където завършва Брюкселската кралска консерватория.
След връщането си в Румъния става учителка по музика и се омъжва за Георге Тътъреску, който по-късно е сред водещите румънски политици. През следващите години участва в инициативи з събиране и популяризиране на фолклорните традиции на областта Горж, за което е обявена за почетен гражданин на Търгу Жиу.
Аретия Тътъреску умира в Букурещ през 1968 година.